# Hattarvík
Hattarvík este un oraș din Insulele Faroe.